# Johann Jacob Heidegger
Pour les articles homonymes, voir Heidegger.

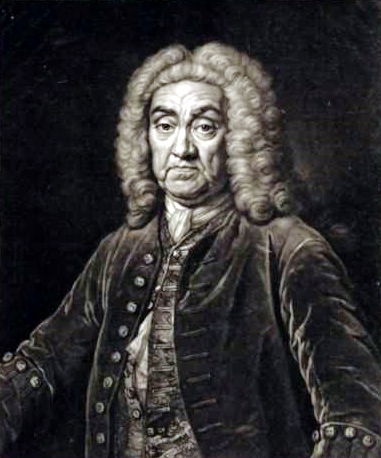
John James Heidegger

Johann Jacob Heidegger (nom d'origine, anglicisé plus tard en John James Heidegger), né le 16 juin 1659 à Zurich, décédé le 7 septembre 1749 à Richmond upon Thames, était un suisse installé à Londres en tant qu'entrepreneur de spectacles.

## Biographie
Heidegger était le fils du théologien zurichois Johann Heinrich Heidegger. Il arriva à Londres en 1708 et devint en 1710 directeur adjoint du Queen’s Theatre de Haymarket ou il organisait des bals masqués à la réputation scandaleuse. 
De 1713 à 1738 il fut directeur commercial du théâtre, entretemps devenu King's Theatre, et de 1719 à 1728, il y dirigea la 
Royal Academy of Music, entreprise spécialisée dans le montage d'opéras, financée par souscriptions,
à laquelle collaborèrent Georg Friedrich Haendel, Giovanni Battista Bononcini et Attilio Ariosti. Sa collaboration avec 
Haendel se poursuivit jusqu'en 1737 dans le cadre de la seconde Academy.
Heidegger disait de lui-même "I was born, a Swiss, and came to England without a farthing, where I have found means to gain 5000 a year, — and to spend it. Now I defy the ablest Englishman to go to Switzerland and either gain that income or spend it there." (Je suis né Suisse et vins en Angleterre sans le sou, j'y ai trouvé le moyen de gagner 5.000 livres sterling par an - et de les dépenser. Maintenant, je défie l'anglais le plus doué soit-il, d'aller en Suisse et soit, d'y gagner une telle somme, soit de la dépenser.).